# Pjesme Podravine i Podravlja
Glazbeni festival Pjesme Podravine i Podravlja tradicionalni je glazbeni festival u Pitomači koji okuplja autore i izvođače regionalnog glazbenog izričaja krajeva uz rijeku Dravu.
Temelji festivala počivaju na dugoj glazbenoj tradiciji Pitomače koja seže do 1926. godine, kada je osnovano Hrvatsko pjevačko i glazbeno društvo „Sloga”. Iz ovog društva, koje je uključivalo muški i ženski tamburaški orkestar, izlazile su generacije pjevača i glazbenika.
Neposredan poticaj za nastanak festivala bio je tradicionalni običaj „Martinjsko krštenje mošta” na dan sv. Martina. Braća Jergović pokrenuli su ideju o organizaciji pučke priredbe nazvane „Kletijada”, gdje bi glazbenici - amateri predstavljali publici svoje običaje i pjesme.
Prva godina festivala bila je 1993. kada je u okviru emisije „Tamburaško sijelo” Hrvatskog radija organiziran prvi festival pod nazivom „Podravino moja mila”. Desetak sastava s područja Varaždina, Koprivnice, Zagreba, Virovitice i  Pitomače predstavilo je svoje skladbe.
Od 1994. godine festival ima rijeku Dravu kao glavnu tematiku, što je omogućilo prerastanje u regionalnu kulturnu manifestaciju.
Festival se održava jednom godišnje pod visokim pokroviteljstvom Predsjednika Hrvatskog sabora. Organizaciju vodi udruga „Glazbeni festival Pjesme Podravine i Podravlja”. Program uključuje nova autorska djela, često uz sudjelovanje Tamburaškog orkestra HRT-a.
Glavni dio festivala tradicionalno se odvija u Pitomači, u prostorima Osnovne škole Petra Preradovića ili Dvorane Centra za kulturu „Drago Britvić”. Vrijeme održavanja obično je sredina lipnja.